# 芋たこなんきん
『芋たこなんきん』（いもたこなんきん）は、2006年度後期放送のNHK「連続テレビ小説」第75作で、2006年10月2日から2007年3月31日まで放送されたテレビドラマである。小説家・田辺聖子の半生をモデルに制作された。全151回。

## 概要
脚本は長川千佳子、原案・題字は田辺聖子で、田辺の自伝的ドラマである。主な舞台は大阪・天満の商店街にある徳永医院。
タイトルは、古くから女性が好む食材の代名詞「芋、蛸、なんきん（南瓜）」の大阪生まれの慣用句にちなむ。また、土曜日の放送では「料理コーナー」として料理のレシピを紹介する回もあった。
このドラマでは「古き良き昭和の大阪」を体感してもらうため、朝ドラで初めてVFXを用いて、昭和10年代と昭和40年代の街並みを再現した。例えば、花岡写真館の建物はスタジオセットであるが、スタジオの天井高の制約から2階部分までが実写で、3階部分はCGで補っている。前面道路を走る路面電車（大阪市電）や自動車、周囲の街並みなどはCGで作成している。VFXを使ったシーンは200カットに及び、大阪放送局と東京放送センターが役割分担をして制作した。
初回視聴率は20.3%、最高視聴率は20.3%、平均視聴率は16.8%であった（ビデオリサーチ調べ）。
2代目の副音声解説者であった江原正士が今作を以て解説を卒業、次作『どんど晴れ』からは3代目の松田佑貴が起用されている。
全都道府県でデジタル放送が実施された最初の作品である（2006年12月1日放送分から）。

### 制作
制作のきっかけはプロデューサーの尾中美紀子が、田辺の著書『田辺写真館が見た“昭和”』（文藝春秋社、2005年）を読み、田辺聖子の半生と昭和の大阪を描くドラマを企画したことである。主人公は藤山直美を指名して本人の了解を得たが、当初は民放で2時間程度のドラマ枠を想定していた。尾中は以前から一緒に仕事をしていて、1997年度下半期『甘辛しゃん』にも関わっていた長川千佳子に脚本を依頼し、快諾を得るとNHKに朝ドラ企画として持ち込む。脚本は田辺の多くの著作を資料とし、田辺本人への取材、矢木沢純子のモデルとなった秘書にも取材した。しかし当時の藤山は舞台公演で忙しく、通常の朝ドラヒロイン26週分のスケジュールを押さえられなかった。このため現代パート、小学生時代、女学生時代の三段階にわけることで藤山の出演シーンをカバーした。本作中もっともシリアスな戦争時代編は藤山のクランクイン前にまとめて撮影された。

### キャスティング
前作『純情きらり』に引き続き、ヒロインの選定オーディションは行われず、藤山直美が直接キャスティングされている。なお、藤山は当時47歳で「史上最年長ヒロイン」とも呼ばれた。
ヒロインの藤山は、『純情きらり』の宮﨑あおいと共に2作同時に発表され、会見を行った。このため当時のメディアは「史上最年長ヒロイン」ばかりを強調した。
秘書の矢木沢純子は、フジテレビのドラマ『ナニワ金融道・4（1999年4月放送）』でのコメディエンヌぶりが印象的でモデルの女性を彷彿とさせるいしだあゆみになった。町子の父親花岡徳一は田辺聖子の父親に似ている城島茂になった。ドラマオリジナルキャラの昭一は『大奥～華の乱～』に出演していた火野正平がイメージにぴったりと起用された。50歳を過ぎた晴子の結婚相手は山口智充が起用されたが、当時の山口は多忙だったため、出演シーンは1日で撮り終えている。

## あらすじ
第1週 - 第2週
昭和40年の大阪。花岡町子は37歳独身の事務員。実家暮らしで、昼は会社に勤め、夜は文学教室に通い小説家を目指している。ある日町子はひょんなことから町医者の徳永健次郎と知り合う。徳永は妻を亡くし、子ども5人、両親、妹の晴子も同居の大家族だった。
町子は執筆に専念するため、会社を辞める。健次郎に誘われ食事デートを重ねるうち、「結婚しませんか」とプロポーズされる。返事を考えているときに文学賞の受賞が決まった（昭和41年7月）。仕事も急増し、過労で倒れた町子を健次郎は往診し、世話をする。体調が戻った町子は、「僕と結婚したらおもしろい小説、どんどん書けるで」と健次郎に再びプロポーズされ、小説を書くため別居という条件で結婚を承諾する。
挙式当日、消息不明だった健次郎の兄・昭一が式場にやってくる。結婚祝いと称して生きた鶏を受付に預けていくが、鶏が逃げだして一騒ぎとなる。
第3週 - 第4週
「別居婚」状態が半年ほど続いたころ、健次郎や子どもたちが風邪で寝込み、町子は泊まり込みで看病をする。町子は健次郎に少女時代の思い出話をする。写真館を営んでいた花岡家も、両親に祖父母、曾祖母、叔父、叔母、店員がいる大家族であった。
第5週 - 第6週
看病をきっかけに町子は実家を離れ、大家族と同居することになる。子どもたちは町子を「おばちゃん」と呼び、次第に懐いていく。作家活動と大家族での暮らしを両立させるべく奮闘し、健次郎や子どもらと新しい家族になっていく。
町子が忙しいのを見かねた健次郎はお手伝いを雇うが、書き上げた原稿が紛失する騒ぎも起こり、1週間ほどで辞めてしまう。
第7週 - 第8週
親子川柳大会の審査員を頼まれた町子は、主催会社の縁故者の家族に出題内容が事前に漏れていたことを知ってしまう。主催側の広報担当をしていた矢木沢純子はそれを聞いて町子以上に憤り、上司をひっぱたく。退職することになった矢木沢に、町子は秘書兼お手伝いとして働くよう頼む。こうして矢木沢も徳永家の一員のようになる（昭和42年12月）。
そんな中、昭一が突然訪ねてくる。流れ者の昭一はしばらく滞在し、再び旅立つ。
第9週-第11週
町子は軍国少女だったころの思い出を小説に書き始める。昭和18年、女学生の町子は勇ましい軍国少女だったが、徴兵や結婚で食事を共にする家族や従業員は次第に減っていく。聖書にも傾倒するが、自分の思想と折り合いがつかず悩む。昭和20年、弟の信夫が産まれ一家は喜びに包まれるが、町子が勤労動員で家を出ている間に写真館は空襲で焼失。一家は長屋に移り住み、終戦を迎える。まもなく父親は亡くなり、町子の青春も終わりを告げた。この小説は「楽天乙女」の題で出版された。
第12週
健次郎の亡妻、澄子の命日が近づく。町子は知人たちも招いて自宅で法事をしようと提案するが、健次郎はあまり乗気でない。子どもたちが母親のことを思い出すのもかわいそうだと、妹の晴子も反対する。そうした折に澄子が付けていた家計簿を手にした町子は、そこに病気への不安や子どもたちのことが書かれているのを見て、心を揺さぶられる。法事を済ませた後、町子は子どもたちに母親の味を伝えたいと、澄子が使っていたぬか床をもらい受けて、漬け物を作る。
第13週 - 第14週
クリスマスが近づいた日、昭一が来て例によって一騒ぎとなる。新連載のタイトルが決まらず悩んでいた町子に、昭一は「カモカのおっちゃん かく語りき」というタイトルを授ける。町子は健次郎との出会いから現在までのあれこれをエッセイに書き始める。
年が明け（昭和43年1月）、先輩作家らがやって来てにぎやかな正月となる。
第15週
健次郎の両親、喜八郎・イシの金婚式を祝おうという話が出るが、健次郎の末の娘がケガをしたことをきっかけに2人の間は険悪となり、金婚式どころではなくなる。町子は、2人の間に生後まもなく亡くなった娘・正子（健次郎と晴子の間の子）がいたことを知る。それも健次郎が医師を目指した理由の一つだった。
喜八郎とイシのわだかまりも解け、改めて金婚式のお祝いをする。その直後、喜八郎は静かに亡くなった。これを機に、イシは昭一とともに生まれ故郷の奄美へ帰ることにする。（その後、イシは1年ほどで逝去）
第16週
ベトナム戦争さなかの昭和45年。徳永家の長女、由利子は高校生になっていた。フォークソングの集会に通い、学校で戦争反対のポスターを貼るなど、健次郎や町子の言うことを聞かなくなる。そして広島で行われるフォーク集会に友達と行きたいと言い張り、健次郎や町子を心配させる。
そうした時、町子は昔の友人に再会する。亡き父に写真を教わっていたかつての少年、カンジだった。今ではベトナム戦争の報道カメラマンになっており、戦場での経験を静かに由利子に語る。由利子は直前まで迷っていたが、結局広島行きは取りやめた。
第17週
町子は一真の香港土産の仏像を借りてうっかり腕を折ってしまい、なんとかごまかそうとするが、徳永家の家族もそれぞれ自分が仏像を壊したと思い込み、悩む。そんな時に二ノ宮留男という男が町子の弟子になりたいとおしかけてくる。二ノ宮はそっくりな仏像を取り寄せてくれたが、町子は正直に一真にあやまると、仏像は最初から壊れていたと聞く。町子の弟の信夫が、母親の和代がハワイ旅行に行くと知らせにくる。町子は一緒に行くから延期してほしいと言うが、来月出発するという。和代は健次郎に、結婚記念日に亡き夫とハワイにいくと約束したことを打ち明ける。事情を知った町子は和代にお守りを渡して送り出す。
第18週
町子は過労で倒れ入院する。晴子は手術した患者が亡くなり落ち込む。隣町のスナックでは元漫才師の南野福子が町子に間違われたのをきっかけに、町子になりすまして夜な夜な酔客にたかっていたが、健次郎にばれる。福子の母親が健次郎の診療所で倒れ、福子は健次郎に説得される。晴子は再び手術に向かう。翌週、町子は退院。福子は借りていた金を返し、娘と親子漫才をはじめた。
第19週
町子は雑誌「上方文化」廃刊の噂を聞く。健次郎の元に落語家の笑楽亭米春が喉の不調を訴え受診する。独演会を控えた米春は本当の病名を知りたいと迫り、健次郎は癌の可能性があると答える。町子は上方文化に金銭的援助を考えるが、編集長の畑山は晴れ晴れとした様子で廃刊を報告する。独演会を終えた米春は入院治療に入る。
第20週
高校2年になった由利子は進路に悩み、晴子は医大進学を勧める。突然ハリウッドスターのエディ・スペンサーが現れ商店街は騒然。エディは生き別れた母親・おでん屋のりんに会いに来たのだった。お互い名乗れないままだったが、大阪滞在の最後の夜に母子は対面する。由利子は町子に紹介された着物デザイナーの吉永の仕事場を見学し、服飾専門学校への進学を決意する。
第21週
ツチノコに興味を持った町子は丹波に取材に行き、ツチノコ研究家の田村駒蔵と意気投合する。町子の弟・信夫の結婚を機に、母・和代は実家を取り壊し公団住宅に引っ越すという。駒蔵の息子・一郎は父のツチノコ道楽に頭を痛めていたが、駒蔵は退職金をあてにする息子を突き放す。亜紀はなぜか眼鏡をかけたがらなくなるが、クラスの好きな男子に見られたくないからだと判明する。町子は和代に同居を勧めるが、和代の子離れしたいとの意思を尊重し、一人暮らしを了解する。
第22週
矢木沢純子は町子の担当編集者・北野と親しくなるが、その後原稿を、送りに向かう途中でひったくられて落ち込む。福岡から純子を訪ねてきた父の久米夫が入院、町子は先輩作家のパーティーに遅刻する。このことで週刊誌に根も葉もないゴシップを書かれる。ゴシップ記者の井村と因縁のある純子は責任を感じ、辞職を申し出る。町子は久米夫の付き添いをしている純子を訪ね、純子との思い出を綴った本を手渡す。翌日純子は辞職を撤回し、退院した久米夫を引き取る。
第23週
1991年（平成3年）の春、63歳になった町子は子どもたちが独立した徳永家に母親の和代を引き取る。外科主任となった晴子は新任の医師・東條祥吾と上司との衝突に頭を痛めていた。長女・由利子は夫婦喧嘩をして徳永家に戻ってくる。町子の説得で由利子は夫と話し合い、夫はドイツに単身留学することになった。清志は突然会社を辞め、丹波の山小屋に転職する。湾岸戦争に心痛めた町子は戦争をテーマとした『楽天乙女』の少年版を執筆する。晴子は子持ちの東條にプロポーズされ悩むが、町子の話を聞き、徳永家で東條や子どもたちと楽しく過ごしたあと、結婚を決意する。
第24週
健次郎が脳溢血で倒れて入院し、子どもたちも病院に集まる。長時間の手術は成功。町子は病室のベッドで健次郎の手を握りながら、終戦直後に父が亡くなったころのことを回想する。健次郎は覚醒しないまま、前妻・澄子の死から町子との出会いのころの記憶をたどっていた。意識が戻った健次郎は枕元の町子に「僕と結婚しませんか」と声をかける。回復は順調だったが、右半身の麻痺は残り、徳永医院は廃業した。
第25週
1997年、病院を畳んだ健次郎は町子と旅行や夫婦の日常を楽しんでいた。昭一が平真佐美という年下の女性と一緒になり、奄美に帰るという。そこへ真佐美の兄と名乗る広明があらわれる。町子と純子は二人は本当の兄弟ではないのではとあやしむ。真佐美から広明に借金があると聞いた昭一は、通帳と判子を渡すが、真佐美は預金をすべて引き落とし、行方をくらました。昭一は愕然とするが、後日真佐美が、引き出された現金や通帳などを返しにくる。だまって預金を引き出したのは広明だった。健次郎と昭一は広明に現金を渡し、真面目にやり直すよう説得する。半月後、徳永家で昭一と真佐美の結婚パーティーが開かれ、独立していた子どもたちも妻を連れて集まる。翌朝、健次郎は救急車で入院する。
第26週
健次郎の肺にガンが見つかり、町子は主治医から余命を宣告される。町子は純子に励まされ病名や治療のことを健次郎に伝える。放射線治療の日が続き、町子は執筆を続けながら付き添う。外泊許可が出て、子どもたちも集まって健次郎の誕生日を祝ったが、病院に戻ると病状は徐々に悪化。入院半年ほどで健次郎は息を引き取る。葬儀を終えた後、家に戻った町子は遺影に向かって「生まれ変わってもプロポーズしてくださいよ」「健次郎さん、またね」と語りかける。
2007年、実母の和代を看取り、徳永家に残った町子は、純子を秘書として執筆を続けている。

## キャスト

### 主要人物
花岡町子
演 - 藤山直美
遅咲きの女流作家。どんなに落ち込んでも食べることは忘れない。「女だから」と言われること、文学を冒涜されることを嫌う。時に突っ走る傾向あり。健次郎および家族を悪く言われるとカッとなる。好物はハマチ。大の注射嫌い。未確認生物や都市伝説も好む（第21週）。曰く「食いしん坊」。
戦後すぐに父を亡くし、苦労して母とふたりで妹らを育ててきた。金属荒物卸「佐々木商店」の事務員として勤務しながら夜間は文学学校に通い作家を目指す。作家としての稼ぎは、1年間で事務員の給与1か月程だが、幼いころから古典文学にも興味があり、「小説を書きたい」との思いが強い。仕事を辞めて専念した甲斐あって、昭和41年7月、篤田川賞を受賞。受賞後はエッセーや大阪弁の恋愛小説が好評を得る。
健次郎と出会った当初、「女が小説などうまくなっても仕方がない」「命より大切なものはない」と言われて反発していたが、話しても話足りない飲み友達となる。やがてプロポーズされるが、多忙を理由に別居婚を提案する。
第6週より徳永家に越して来る。子どもらからは「おばちゃん」と呼ばれ、同居後も「お母さん」ではなく「おばちゃん」として接する。
第9週および第10週では語りを担当。
第12週にて周囲を説得し、前妻・澄子の法事を行う。
第18週では過労のために入院生活を送ることになる。
第23週時点では63歳。
健次郎入院時には病状を伝えるべきが悩むが、純子の言葉によってごまかさずに向き合うことを決める。
健次郎と和代を看取った最終回終盤では、メスのパグ犬のミス・マルグリット（マルちゃん）を飼っている。創作意欲は衰えず、純子と連れ立って講演会や執筆活動を続けている。
原案者の田辺聖子がモデル。なお、最終回ラストには田辺本人が近所の婦人として登場している。
徳永健次郎
演 - 國村隼（少年時：永井樹）
開業医の中年男性。一見こわもてな風貌から町子が「カモカのおっちゃん」と呼んだ。自称「徳永家唯一のジェントルマン」。奄美の出身。好物はきつねうどん、りんご、鯨のベーコン。大の酒好き。魚を捌ける。亡き妻は町子の先輩作家・藤木澄子。商店街の人々からは「健さん」と呼ばれる。
5人の子持ち。子どもらにはあまり干渉しないが、嘘をつくことや他人を馬鹿にすることは許さない教育方針。体罰も辞さない考えで「話せば分かる」とする町子とは正反対。
物事は現実的に捉える傾向がある。暴走する町子の窘め役だが、気遣った一言が逆鱗に触れることがある。
町子との再婚後、別居婚を提案されると、2人の家の中間地点に新たにマンションを購入して週末に家族で集まれるように取り計らった。
町子の仕事には口出しせず、褒めることも批判することもしないが、『楽天乙女』を読んだあとは診察室でこっそり涙ぐんでいた。
妹の晴子に対しても多くは口出しせず、第18週でスランプに陥った時には敢えて助言せずに突き放し、自力で克服させた。第23週でも板ばさみになった晴子の背中を押した。
第24週で手の痺れと激しい頭痛に見舞われる。脳出血を起こし緊急手術を受けたが、右手と右足に麻痺が残る。それをきっかけに医師業を引退し、長年ずっと経営していた医院を閉め隠居した。
第25週では医師業を引退して医院を閉めて数年が経過。同窓会出席後から咳が出始め、昭一の結婚を祝った翌日に吐血して搬送される。
最終週では検査の結果、肺がんが見つかり、余命半年から1年と診断される。手術ができない状態だったため、放射線治療が行われる。闘病生活を続け、外泊許可をもらって自身の誕生日を祝ったのち、徐々に体力が低下。そして、懸命な治療の末に永眠。
田辺聖子の夫であった川野純夫（1924年 - 2002年）がモデル。
矢木沢純子
演 - いしだあゆみ
町子の秘書。仕事一筋の独身女性。町子を「先生」、健次郎を「大先生」と呼ぶ。立ち居振る舞い、言葉遣いもエレガントで丁寧。仕事もてきぱきとこなすが、時折おっちょこちょいな面を見せる。町子の仕事の補助のほか、食事も作る（洋食も作れる）。服のセンスも良く、町子の取材時にもよく見立てている。絶対音感があるらしい（第16週）が、絵は不得手（第25週）。蛇が大の苦手（第21週）。酒も嗜むが、酒癖が良くないためか、町子は飲ませないようにしている。町子同様、女性蔑視の発言を許せない。すでに母と兄を亡くしており、父は福岡で一人暮らしをしている。
第6週での初登場時、町子行きつけの喫茶店で上司と口論して辞職。その足で酒屋に行き、自分の退職祝いの高級シャンパンを購入したことから、健次郎たちから「シャンパン」と呼ばれた。
第7週では「サニー電器株式会社」広報部へ再就職。「親子川柳大会」を企画して町子と再会。その際、八百長を行った上、町子を罵倒した部長が許せずに平手打ちして北海道への左遷が決まったため、再び辞職。話を聞いた町子から一週間限定で秘書兼家事手伝いに雇われ、仕事ぶりが気に入られてそのまま町子の秘書となる（知人から旅行会社の仕事を紹介されていたが、それを断り町子の元で働くことを選んだ）。
第19週で問題を起こす父の様子を見に行くために休暇を取る。
第22週でひったくりに遭って原稿を紛失。気分が沈んでいる状態が続き、晴子からは更年期障害を指摘される。大阪に来た父が心筋梗塞で倒れ、さらに逆恨みした記者には町子のゴシップを書かれ、責任を感じて秘書を辞めると申し出る。町子の説得によって思い留まり、退院した父との同居が決まる。
第23週時点では父の十三回忌を控えている。編集者・北野とは友人として交流を深め、一時は交際を申し込まれるが、仕事の上での付き合いがあるとして断る。その後、北野の結婚が決まった時も良き友人であった。
最終回終盤でも町子の秘書としてそばに付き従っている。
田辺聖子の秘書・安宅みどりがモデル。最終回ラストで田辺本人とともに近所の婦人として登場している。

### 徳永家
NHK大阪放送会館のアトリウムで2007年2月20日から3月12日まで、スタジオセットの一部が無料公開され、公開されたセットは、徳永家の居間・応接室・町子の仕事部屋・中庭など。
徳永喜八郎
演 - 小島慶四郎
健次郎の父。大抵、医院の玄関先に座っている。ふだんからつまらない冗談ばかり言っており、腰痛の気があってトイレも近い。気さくだが、言葉足らずのときがある。しかし健次郎曰く「昔は勉強をしなかったら怖かった」。
気前の良い面もあるが、それが禍することもある（第8週）。
昭和46年、金婚式を迎える（第14週）。
第15週での金婚式当日、イシの家出に立腹して珍しく大喧嘩。妙に意固地だと思われていたが、無事にイシと仲直りをする。そして、仕切り直しの金婚式のお祝いを行った数日後、入浴中に脳溢血を起こして晴子が勤務する病院へ搬送され、翌日死去。法名は「釋浄喜」。葬儀後も、かつて喜八郎が世話を焼いた人々が弔問に駆け付けていた。
幼くして亡くした長女・正子のことがあり、健次郎を医者になるように導いた（第15週）。
第24週では健次郎の回想に生前の姿で登場。
徳永イシ
演 - 岩本多代
健次郎の母。大家族の家事を一手に引き受け、医院の受付も担当。健次郎と晴子の間に長女・正子が産んでいるが、病気のため、生後3か月ほどで亡くしている。
おっとりとした人柄。再婚にも賛成で、町子には「夫婦は素直が1番」と言った。
夫婦仲は良好だが、喜八郎の金の使い方には頭を悩ませていた（第8週）。
第7週時点で古希。
第15週での金婚式当日、たった1人で亜紀を看病しているとき、正子を亡くしたときとダブらせてしまい、その後の喜八郎の無遠慮な態度で一時的に家出。帰宅後も何も話さず、喜八郎の怒りを買って珍しく大喧嘩に発展。しかし、喜八郎も正子を思っていることが分かり、和解。
喜八郎没後、遺言を実行するために故郷の奄美へと帰る。
奄美へ帰った翌年に病気のために他界し、第16週時点で故人。
第24週では健次郎の回想に生前の姿で登場。
徳永昭一
演 - 火野正平（少年時：長江竜馬）
健次郎の兄。医者を志すも断念し、島を出て長い間アメリカにいたが、その後、日本国内を放浪。町子との結婚式まで家族にもほとんど存在を忘れられていた。健次郎が評するに「職業は流れ者」、通称は「さすらいの男」。金にだらしなく、カッコつけでホラ吹き。女性を見たらすぐ「運命」を口にして口説く。少年期の面白エピソードには事欠かない。
結婚式当日も会場には姿を見せず、奄美では結婚祝いに贈るのが定番という鶏だけを置いて立ち去る。
第6週から第7週にかけて大阪へやって来るが、昭一からの結婚話を本気にした青森の女性が医院に押しかけるなど、騒動が起きる。
第13週にて再登場。「競馬で大当たりしたから」とクリスマスプレゼントを大盤振る舞いしようとしたが、イブの晩にサンタクロース役に雇った知り合いの外国人と泥酔し、財布を入れたコートごと紛失。そして、クリスマス当日の朝に姿を消す（着払いで頼んでいたステレオの代金13万2千円の支払いは徳永家に押し付ける形となる）。
昭和46年の正月、たこ焼きの屋台を営むところがテレビで放映された（第14週）。
第15週では、姿は見せずに金婚式の祝いに楽団を呼ぶ図らいを見せるも、タイミングは最悪であった。また、喜八郎の葬儀には駆け付け、喜八郎の遺影前でドンチャン騒ぎをする。イシから喜八郎の遺言を聞くと、母と連れ立って墓守をすることを宣言（第15週）。
第24週で徳永家を訪問。富田林在住であること、結婚することなどを伝える。健次郎が倒れた際にいち早く気が付いた。
第25週には平真佐美を連れて徳永家を訪問。真佐美の兄だと名乗る男性が現れたことで、またまたひと騒動起きる。
最終週にて健次郎を看取り、再び奄美へ帰った。
徳永晴子
演 - 田畑智子
健次郎の妹。浪速大学附属病院に勤務する外科医。生真面目で責任感が強いが、家族からは「本番に弱いタイプ」と評される。朝は牛乳が欠かせないらしい。乙女座。家事は不得手。
当初は健次郎と町子の再婚に懐疑的だったが、町子の優しさに触れると少しずつ心を開いていく。
非番の日は医院を手伝っているが、患者を怖がらせることを言うため健次郎から窘められている。
第12週での澄子の法要には当初は反対の立場を取り、町子には「無神経」と言っていた。
第15週時点では『カモカのおっちゃん かく語りき』がヒットしたため、職場で「カモイモ（＝カモカの妹）」と呼ばれていた。
第18週では手術で助手を務めた患者が亡くなったことに責任を感じてスランプに陥るが、その後克服する。
第23週では外科主任に昇進。50代まで独身を通していたが、東條祥吾と出会ってめでたく結婚。徳永家を出ていった。
徳永由利子
演 - 邑野みあ（9 - 11歳時：土岐明里）
健次郎の長女。物静かで言いたいことを溜めこんでしまう。町子と接するうち、亡き母・澄子の小説を読むようになる。
成長するにつれ、町子の影響からか、弟たちに「自分のことは自分でするように」という。
第12週の法事後、母の味を恋しがり、一時期、元気をなくしていた。
第16週時点で17歳に成長。青春を謳歌しており、レコード（特にフォークおよび岡林信康）に夢中。詩作と歌に挑戦するも苦手らしく、自分には才能が無いと口にする。やがてロックに傾倒するなど、一時、迷走する。成績は優秀。手先が器用で裁縫が得意であり、興味のあったファッションデザイナーを志す。
第23週では結婚して徳永家を出ている。仕事でも責任ある立場を任されているが、夫の清二の留学話が持ち上がり、思い悩んだ。
徳永清志
演 - 尾上寛之（8 - 10歳時：小椋悠聖、中3時代：榎田貴斗）
健次郎の長男。しっかり者だが、由利子に甘えがちな面がある。登とはおかずの取り合いなどでモメるが、ときには意見が一致する。
努力家な面もあり、参観日に向けて苦手な逆上がりを猛練習して克服（第7週）。
賢い故に感受性が強く、『楽天乙女』を読んで死に恐怖を抱く。さらに、澄子が遺した家計簿の中を偶然読んだことでますます死を怖れるが、澄子の法事を経て吹っ切れる（第12週）。
第16週時点では中学3年生となり、受験を控えている。
第23週では勤務先の寮に生活していたが、山登りと農業に目覚めて退職。山小屋の主人になると決める。
徳永登
演 - 杉浦太雄（6 - 8歳時：神保守、中1時：長澤翼）
健次郎の次男。当初から町子に好意的だった。
食欲旺盛で清志とおかずの取り合いをしている。また、お調子者でトラブルを起こしやすい。
漢字の書き取りが苦手だが、絵を描くことは好き。
第15週では子犬・カクニ（角煮）を拾ってきたことで、ひと騒動起きる。
第16週で中学1年生。喧嘩に明け暮れ、思春期のせいか、素っ気ない態度をとることが増えている。
徳永隆
演 - 平手嶺佑（4 - 6歳時：土井洋輝、小6時：中村孔哉）
健次郎の三男。まだまだ母が恋しいからか、町子に好意的。
何かと泣いているシーンが多い。うっかり屋な面が多々あり、大切なことは、なぜか登校15分前に思い出す。
第16週時点で小学6年生。リトルリーグに所属している。
第24週にて婚約が決まる。
徳永亜紀
演 - 寺田有希（2歳時：畑未夢、小2時：鍋本帆乃香）
健次郎の次女。母・澄子との記憶がほとんどないこともあってか、すぐに町子に懐く。末娘のせいかイシからはとくに可愛がられていた。
成長とともにいたずらっ子な面をのぞかせる。
第16週で小学2年生。とても勉強が出来て成績は良いほう。大阪万博の影響なのか、宇宙に興味を持つ。加えてロマンチックなことが好き。なお、小学校に上がってから近視になって眼鏡をかけ始め、それからずっと眼鏡をかけている（眼鏡をかけ始めた時点から徳永家の家族で唯一眼鏡をかけた人物となる）。
第21週ではクラスメイトの高橋修に好意を寄せ、そのため一時眼鏡をかけなくなって勉強の成績が下がってしまう。その後近視が進んで新しい眼鏡を作った。
第23週時点では獣医を目指して札幌で勉強中。
最終週では健次郎危篤の最中、無事に男児を出産。
藤木澄子
演 - 中井佳代（写真のみ）
健次郎の亡き前妻。職業は小説家。町子の先輩にあたる。家事も仕事もこなしていた。昭和38年12月に死去。
第12週の法要時、池内幸三から「あの人の書く男の人は色気があったな。ここ数年、並木賞は確実や言われた。」と評される。
清二（せいじ）
演 - 中村靖日
由利子の夫（子どもはいない）。第23週に登場。建築を学ぶため、勝手にドイツ留学を決めたことで由利子の怒りを買う。
東條祥吾
演 - 山口智充
晴子の部下。第23週に登場。5年前に離婚し、2人の娘を引き取って育てている。かつては青年海外協力隊としてネパールで医療活動をしていた。腕は確かだが、上司に喰ってかかるときもあり、晴子が手を焼く。
曰く「徳永先生（＝晴子）だけは信用できる」。医師としても尊敬する晴子にプロポーズする。
東條の長女
演 - 小林美稀
東條の次女
演 - 本田りん
平真佐美
演 - なるみ
昭一の内縁の妻。第25週に登場。奄美の出身。6人きょうだい。民謡歌手の家系らしく、歌がうまい。
兄が借金を抱えていると打ち明け、昭一が厚意で渡した預金通帳を受け取ると、一時姿を消す（宿泊先に問い合わせるも所在はつかめなかった）。
徳永花子
演 - 安田ひとみ
清志の妻。最終週に登場。
徳永由香
演 - 村中香織
登の妻。最終週に登場。
徳永亜佐美
演 - 羽島百々恵
隆の妻。最終週に登場。
達夫
演 - 西川浩介
亜紀の夫。最終週に登場。

### 徳永医院
健次郎が営む医院。健次郎が脳出血で入院し、退院後は閉院となる。
片平鯛子
演 - 小西美帆
看護婦。1人っ子。早くに父を亡くしている。料理が得意で、昼食は弁当を持参している。第1週から登場。
第7週で占いにハマっていた。
第12週では工藤守から一目惚れされる。
第16週時点でも勤務しているが、薮下の指導に手を焼く。
第19週で工藤タエから見合いを勧められるが、健次郎に、先生が自分の憧れの人だと告げる。
第22週で来院した新庄と交際し、そのまま寿退職。
藪下（やぶもと）めぐみ
演 - 大石里紗
イシの後任。第16週から登場。通称は「ヤブちゃん」。毎日昼食にはインスタントラーメンを食べ、服装はミニスカートが多い。
第22週時点でデートする相手がおり、毎日弁当を作っている。
第23週でも勤務を続けていた。
轟若子
演 - 松寺千恵美
結婚退職した片平鯛子の後任。第23週から登場。独身の息子がいる。

### 天満北商店街
大阪にある商店街で徳永医院も位置する。
一真
演 - 石田太郎
「養安寺」のおじゅっさん（住職）。第2週から登場。日頃、布袍・輪袈裟（下り藤）の衣姿で過ごす。10年前に妻を亡くしており、第11週時点では54歳。血圧が高めである。高校時代は考古学をかじっていた。ミーハーなところがある。
澄子の法事では『阿弥陀経』を読誦する（第12週）。
喜八郎の葬儀を取り仕切り、生前、喜八郎から子犬・カクニ（角煮）の世話を頼まれていたことを明かし、飼い主となる（第15週）。
香港で唐時代の千手観音菩薩座像を骨董市で買って来るも、その像の腕を町子がうっかり折ってしまったことで大騒動になる。が、実は一真が荷物を入れる際に既に折れてしまっていたらしく、像を売った店も偽物をつかませることで有名だとのこと（第17週）。
第24週時点でも現役。
りん
演 - イーデス・ハンソン
おでん屋「関東煮・たこ芳」女将。第2週から登場。通称は「おりんさん」。本人が語るに「生まれは神戸。お宮参りは生田神社。若い時は、アメリカ、インド、中国にもいた」。普段は関西弁。町子同様、男性優位の発言を良く思わない。
儲け主義ではなく、たまに大勢の客が押し寄せると客さばきに苦労することがあった。
第12週にて生前の澄子から漬物などを教わっていたことが分かる。ちなみに、澄子から分けてもらった糠床はカビさせてしまっていた。
かつて、ボーイフレンドがウィーン・フィルでフルートを吹いていたらしい（第15週）。
経歴に謎が多いが、エディー・スペンサーは生き別れになった実子である。元夫は貿易を営んでいた（第20週）。
第23週でも現役だが、耳も遠くなり、板前を雇って調理を任せて自身はカウンターに座るようになった。
和田秋恵
演 - 三島ゆり子
「たこ芳」の向かいのスナック「アムール」ママ（曰く「優良サービス店」）。第2週から登場。
流行り物が好き。儲け話に目がなく「がっちりつかんだら放さない主義」である。
第12週にて、りんから糠床（澄子から分けてもらったもの）を分けてもらっていることが分かる。
第25週に久々に登場し、現役であることが判明。
工藤貞男
演 - 荒谷清水
「工藤酒店」店主。店内で立ち飲みが出来る酒屋。健次郎の飲み仲間。第2週から登場。
小説は吉川英治を好んでおり、語り始めると長くなる。一時、川柳に凝りだして、息子を巻き込んでいた。
第23週でも現役だが、腰痛と嫁姑問題に悩まされている。
工藤タエ
演 - 桂あやめ
「工藤酒店」店主・貞男の妻。仕事に身が入らない夫の尻を叩き、油を売る大崎には厳しい言葉をかける。第5週から登場。
第19週では仲人をすることに興味を持ち始め、片平鯛子に見合いを勧める。
第23週でも現役。
工藤守
演 - 田中祥平（子役）
貞男とタエの子。健次郎らの世間話に登場し、「アホの子」と言われている。第5週から登場。
父の川柳好きに巻き込まれる。
小学生ながら、第12週では片平鯛子に一目惚れしていた。
第23週時点で結婚して実家を出ている。
マリ
演 - 中野若菜
「アムール」で働くホステス。広島出身。第2週から登場。
大崎俊平
演 - 櫻木健一
映画館「みゆき館」館主。第2週から登場。健次郎の飲み仲間。洋服の趣味が派手で個性的。妻・佐和子とは駆け落ち同然で結婚した。
3Cが流行すると一気に経営が傾いていたが、町子の雑誌で取り上げられたことで活気を取り戻す。
第24週時点でも現役。良性のポリープが見つかり、手術を受ける。
大崎佐和子
演 - 瀬戸カトリーヌ
映画館「みゆき館」主人・大崎俊平の妻。第5週から登場。映画女優としてオーディションに合格したものの、夫・俊平と駆け落ち同然で結婚した。年の差婚である。
独学で英語を学んだらしく、日常会話程度なら話せる（第20週）。
第24週時点でも現役。

### 花岡家
花岡和代
演 - 香川京子
町子の母。徳永家の子どもらからの通称は「おばちゃんのおばちゃん」「和代おばちゃん」。私立高校の食堂や下宿に勤めて町子らを育て上げた。「大賛成しない」と言いつつ、町子の夢の後押しをしている。1度決めたら譲らないところがあり、この気性は町子に受け継がれた模様。
篤田川賞受賞後、一時的に秘書の仕事もこなしていた。
第17週で久々に登場。「好きなことがしたい」と長年続けていた仕事を辞め、長唄や習字を習い始める。そして、亡き徳一との約束を果たすため、ハワイへ行く決意をする。
第21週時点でも健在。信夫の結婚に伴って実家の長屋を取り壊し、公団住宅で独居を始める。
第23週時点でも存命。膝を悪くしており、高齢となったため、徳永家で同居をしていた。健次郎の入院直後に足を捻挫したため、一時的に信夫のもとで暮らす話も出たが、家に一人きりとなる町子を思いやって同居を続ける。
2005年秋、満100歳の誕生日を迎えた直後に永眠。
花岡信夫
演 - 西興一朗
町子の年の離れた弟。昭和20年、予定日よりも早く出生。いとこの信次から一字とって名付けられる。
物語開始時には無事に就職が決まっている。
第17週にて久々に登場。和代が仕事を辞めたことが気になり、町子に相談にやって来る。
第21週にも登場。同じ会社の女性との結婚が決まり、神戸へ赴任する。
北村孝子
演 - メイサツキ
町子の妹。姉の町子より先に結婚しており、娘の良美がいる。良美が赤ん坊のころは頻繁に実家を訪れており、町子からうるさがられることもしばしばだった。
良美の成長につれ、娘の教育と家を買うための貯蓄で手一杯になる。

### 浪速文学学校関係者
池内幸三
演 - 板尾創路（130R）
並木賞作家。第1週から登場。
夜間は浪速文学学校研究科の講師を務める。ハンサムで女生徒たちに人気がある。
みすずから好意を持たれていたが、別の人と結婚してしまった。
第12週での澄子の法要に駆けつけていた。
第19週で再登場。『上方文化』の噂も知っており、「休刊は廃刊と同じ」と述べる。
第20週では吉永東子との対談を持ち込む。
第24週にも小川とともに登場。
神田みすず
演 - 友近
文学学校の生徒で町子の友人（結婚式では司会を務めていた）。独身。第1週から登場。グルメライターのような仕事をしている。
池内に好意を抱いており、結婚に相当なショックを受けていた。
第16週で久々に再登場。町子をフォーク集会に誘う。
第17週にて初めて「たこ芳」を訪問する。
第19週で加代子とともに町子を訪ね、『上方文化』の支払いが滞っていることを伝える。
第20週では吉永東子と顔見知りであることが判明。テレビ番組の構成にも携わり、幅広い人脈がある。
渡辺加代子
演 - 徳田尚美
文学学校の生徒で町子の友人。既婚で子持ち。第1週にて2人目を妊娠していた。
第15週で久々に登場。登が拾ってきた子犬・カクニ（角煮）を町子の依頼で預かるも、愛犬・クッキー（柴犬）との相性が悪かったために徳永家へ返すこととなる。
第19週でみすずとともに町子を訪ね、夫の仕事関係から『上方文化』の噂を聞いている旨を伝える。
小川秀雄
演 - 上杉祥三
文学学校の生徒。泥酔して池内と揉み合いになり、誤解した町子に仲裁される。第1週と第13週回想などに登場。
町子に徳永を紹介した。
第24週で久々に本編に登場。健次郎の回想より、池内を健次郎に紹介していたことも分かる。

### 花岡写真館
町子の回想に登場する少女時代の実家。かつて、大阪市福島区にあった写真館。幸いにも戦時中の食料難に巻き込まれず、比較的裕福に暮らしていた。当時としては珍しく、従業員も経営者家族と共に食卓を囲んでいた。昭和20年6月の空襲で全焼した。
花岡徳一（とくいち）
演 - 城島茂（TOKIO）
心優しい町子の父。AB型。大阪の福島区で写真館を営み、家族のことを常に気にかけている。家族を支えるために真剣に仕事に打ち込み、「丁寧な仕事をすること」を信条としていた。その姿を見て育った町子は父を尊敬していた。
父の常太郎亡き後は店で写真教室を開く。
写真館が大阪大空襲で全焼したあと、体調を崩したこともあり、昭和20年の暮れに無念のうちに44歳という若さでこの世を去る。
第18週では過労で倒れた町子の夢に生前の姿で登場。
第24週にも健次郎の看病をする町子の回想に現れる。
花岡和代（回想）
演 - 鈴木杏樹
若かりしころの町子の母。オルガンが弾け、かるた（百人一首）が得意。大家族の家事を切り盛りし、徳一が開いた写真教室の生徒には気前良く接する。
町子の成績にはある程度寛大であるが、嘘をつくことには厳しく接する。
昭和20年、信夫を出産。
終戦後は家計を支えるため、私立高校の食堂で働き出す。
花岡常太郎（つねたろう）
演 - 岸部一徳
町子の祖父で、徳一の父。写真館の創業者。中之島公園の花見客を撮影する街頭写真屋から始め、写真館を経営するまでになった。
家族に対しては鷹揚な性格だが、仕事に関しては厳しい姿勢を見せる。よく町子を浄瑠璃に連れて行ってくれた。花岡家で飼っていた愛犬・ポパイからは家族で唯一懐かれずにいた。
昭和18年ごろからなんでも仕事を引き受けるようになり、金銭面にシビアになる。かつ手間の多い仕事をしないようになり、徳一とは口論が増えていく。同年の夏に体調不良で倒れるがすぐに回復。実は心臓が弱っており、同年の秋、明け方に眠るように亡くなっているところをイトに発見される。死後、茂の独立のために土地を購入していたことが分かる。
第18週では過労で倒れた町子の夢に生前の姿で登場。
花岡イト
演 - 宮田圭子
町子の祖母で徳一の母。常太郎の妻。AB型。和代同様、かるた（百人一首）が得意（第14週）。
大家族の家事を取り仕切る。
花岡家に何かあるたび、ウメに呼ばれて叱責される役回りが多いが、和代との仲は良好。
写真教室には賛同するが、徳一が金銭面に疎く、和代が気前良く振る舞う姿には苦い顔をしていた。
昭和20年3月の時点で故人。
花岡ウメ
演 - 淡島千景
町子の曽祖母。徳一の祖母で常太郎の母親にあたる。通称は「バアバアばあちゃん」。常太郎にとって頭が上がらない存在である。大抵、1階の自室でのんびり過ごしている。
たびたび、和代に叱られる町子をかばってくれた。和代が語るに「字が上手だった」。
息子の常太郎に先立たれるとかなり気落ちして泣いてばかりおり、昭和19年、後を追うように亡くなる。
花岡町子（回想）
演 - 山崎奈々（昭和13年10歳時以降）、尾高杏奈（昭和18年15歳時以降）
徳一と和代の長女。おませな面がある。文章を書くのが好きで、人形で一人芝居をして遊んでいる。学業成績は芳しくない。同級生の寺岡マサルに好意を抱く。
昭和18年編では勇ましい軍国少女になっており、愛国小説を書いている。親友のキクと志津江からは「まこちゃん」と呼ばれる。歌劇が好きで裁縫は苦手。相変わらず成績は振るわず、特に算数が苦手。いとこの信次を異性として意識する。戦時下のため、女学校を1年繰り上げで卒業し、女子専門学校へ進学。聖書に傾倒して礼拝に通うが、竹山牧師が志津江の父の自殺を批判したことに反発して礼拝をやめる。
昭和20年、勤労動員で実家を離れて兵庫県の飛行機部品工場で働くが、その間に実家の写真館が空襲で焼失。
終戦と父の死を経て成長する。
花岡孝子（回想）
演 - 中山桃（昭和13年7歳時以降）、中村愛（昭和18年12歳時以降）
町子の妹。お転婆で少々無鉄砲。
昭和20年ごろ、おしゃれに目覚める。
花岡信夫（回想）
演 - 向井悠悟
町子の弟。
花岡茂
演 - 西川忠志
町子の叔父で、徳一の弟。写真館の技師。大家族のムードメーカー。
常太郎の死後、生前に購入していた土地の権利書を徳一を通じて譲られて独立する。
正月のカルタ大会では読み手を務めるのが恒例だった（第14週）。
花岡文代
演 - 増田未亜
町子の叔母で、徳一の妹。美人だが無愛想。幼い町子に構ってくれず、「ツンツン」とあだ名されていた。
写真技師の亀田と何度か逢い引きしていたが、亀田の帰郷で関係は終わる。
昭和18年時点では結婚して上海に住んでいる。
花岡昌江
演 - 尾野真千子
町子の叔母、徳一の末妹。通称は「昌江姉ちゃん」。愛嬌があり、幼い町子の世話をしてくれた。
昭和18年、見合い婚する。
亀田
演 - 山下徹大
新潟から写真修行に来ている写真技師。
一時は激務に耐えられず写真館を飛び出したこともあったが、文代に懇願されて戻って来た。
町子と孝子に文代との逢い引きを目撃されていた。
その後、父が亡くなったために新潟に帰郷した。
浦田
演 - にわつとむ
明るさが持ち味の写真技師。
昭和18年、召集令状が来たため、写真館を辞して滋賀に帰って入隊。
お手伝いさん
演 - 細川友美
花岡家のお手伝い。
信次
演 - 宮﨑将
昭和18年の回想から登場。和代の姉の子、つまり町子達の従兄弟にあたる（母は既に死去）。和代が母代わりをしている。町子を「マー坊」と呼ぶ。ギターが弾ける。東京の大学に進学したが、夏休みに花岡家を訪れる。実家がある岡山で国語の教師になるのが夢である。「日本語は美しい」と感じており、紀貫之の「人はいさ こころも知らず ふるさとは 花ぞ むかしの香に にほいける」（百人一首・35番）を詠ずる。町子に文学の目を開かせた1人である。
大学を休学し、志願兵となり、昭和19年1月15日に岡山で入隊。あえなくフィリピン沖で乗った飛行機が墜落して戦死する。

### その他

#### 第1週
島野為夫
演 - 西川晃啓
「佐々木商店」の従業員。
平井太
演 - 松本康太
「佐々木商店」の従業員。
吉田寅男
演 - はりた照久
「佐々木商店」の上司。
沢村時蔵
演 - 亀井賢二
「佐々木商店」の上司。
小田切キヨ
演 - 朝比奈潔子
「佐々木商店」のベテランの事務員。
早乙女雪子
演 - 山本麻生
「佐々木商店」の事務員。番頭の遠縁で雇われた様子。よく仕事のミスをするが、改めようとする気もない。
ウエイトレス
演 - 高山都
町子、みすず、加代子が常連の喫茶店。
戸田ワタル
演 - 永岡佑
「大東工業」の従業員。町子が三ヶ月間、毎日弁当を作ってあげていたが、突然お見合いをして結婚することを告げた。
いずみ
演 - 小林ゆか（子役）
回想。町子が通う大阪市立福島南尋常小学校の友達。
ヨシコ
演 - 安部洋花（子役）
回想。町子が通う大阪市立福島南尋常小学校の友達。
妊婦
演 - 中野明美（第13週回想）
健次郎が往診で不在中、徳永医院に担ぎ込まれる。晴子にイシと町子が助け、無事に出産する。
記者
演 - 増田京介（第13週回想）
1966（昭和46年）町子の「花草子」が篤田川賞を受賞（新聞記事は「第50回」、祝賀パーティの横断幕は「第30回」）、町子の取材に大勢詰めかける記者の一人。

#### 第2週
鈴木
演 - 稲森誠（第6週、第8週）
講永社の記者。町子の原稿受け取りを担当（講永社には小学生向けの雑誌『月刊冒険少年』に「ウルトライダー」が掲載されている）。
編集者
演 - 関本聖
町子の原稿受け取り。
母親
演 - かきつばたアヒル（第13週回想）
徳永医院で診察を受ける子供の付き添い。
子供
演 - 平野道彦（第13週回想）
徳永医院で診察を受ける。風邪が治ったら食べたいものは「鍋焼きうどん」と答えていた。
千葉龍太郎
演 - 筒井康隆
町子の先輩の作家。並木賞を受賞している。
結婚を隠していた町子にマスコミに公表すべきだと助言する。
紙芝居屋
演 - 桂勢朝
回想。裕福な家に生まれたミツコが奉公に出される苦労物語を語る。紙芝居を見ていた町子と孝子は「判子は怖いな」と涙する。第6週では「孫悟空」を読む。
丹下
演 - 山路梨瀬
神戸のホテルに町子の原稿を取りに来た。関西は初めてで「恐いところ」と聞かされてきた。
「地下鉄も走っていてびっくりした」と無邪気に町子に語る。
主婦
演 - 綾川文代
回想。孝子が拾ってきた、よく吠える花岡家の愛犬・ポパイに着物の袖を噛まれて怒る。
泥棒
演 - 池田章宜
回想。深夜に花岡家に忍び込んで、ポパイに吠えられ、常太郎に見つかって御用となる。
客
演 - 寺尾毅
回想。泥棒発見の「お手柄犬ポパイ」と写真を撮りたいという子供にせがまれて親子で誕生日記念写真を撮る。
吉岡
演 - マエダユミ（第13週回想）
町子の結婚式でメイクとヘアメイクを担当。徹夜仕事が続いて「目の下のクマ、隠せますか?」と心配する町子には「この道30年、大抵のものは隠してきました」と答える。
式の前の騒動で乱れた町子の髪を二度直すハメになる。
係員
演 - 荒井ひとみ（第13週回想）
町子の結婚式の案内係。伏せ籠の鶏を見て「当方ではペットのご同伴はご遠慮いただいておりますので…」と当惑する。
服部老人
演 - 加治春雄（第13週回想）
昭一が結婚の祝いとして式場に送ってきた鶏の入った伏せ籠を娘と孫と三人で遠巻きに覗く。
服部（娘）
演 - 林加奈子（第13週回想）
服部（息子）
演 - 田代寛之（第13週回想）
花嫁
演 - 北村香織（第13週回想）
健次郎の子供たちを追いかけた町子と、エレベーター前でぶつかり転倒する。

#### 第3週
寺田
演 - 大西結花（第13週回想）
町子を取材する雑誌記者。独身。
自宅での取材後、「たこ芳」で酔っ払っい、その勢いで日頃の不満が爆発する。酒癖は非常に悪い。
カメラマン
演 - 吉原伸一（第13週回想）
寺田のお伴。
役名なし
演 - 湯口和明、小松利昌、那々實あぐり
町子の結婚を知って取材に訪れる雑誌記者。
役名なし
演 - 東ゆか、南保歩、あたかすずえ
医院のご近所さん。町子と健次郎の別居婚を「日本版サルトルとヴォーヴォワール」と取り上げた週刊誌の記事を路上で噂する。
役名なし
演 - 結城市朗
喧嘩相手に石を投げつけようとする子どもに慌てて走り寄って「喧嘩はええけど、これはあかん」と石を受け取るおっちゃん。
役名なし
演 - 土肥徹平（子役）、芳野英一（子役）
路上でメンコをしていて喧嘩を始める。
役名なし
演 - 垣内亮汰（子役）、松元政唯（子役）
昭和9年、健次郎10歳のころの回想。奄美大島の幼友達としてランニング・半ズボンで登場。魚取りを断る健次郎に「ケンモン恐いんか」とからかった。

#### 第4週
野山
演 - 稲健二
回想。昭和13年11月。町子が通う大阪市立福島南尋常小学校の担任。
寺岡マサル
演 - 北方将太（子役）
回想。昭和13年11月、町子が通う大阪市立福島南尋常小学校の児童。町子の片思いの初恋相手。塾に通っていて成績は良い。
級友
演 - 林史隆、山本司、河本竜志、辻俊成（子役）
回想。昭和13年11月、町子が通う大阪市立福島南尋常小学校。
寺岡千代
演 - 出口結美子
回想。マサルの母。美人。愛犬ポパイの散歩中の徳一が、散歩そっちのけに漫画「ポパイ」の話題で盛り上がり、夕暮れまでベンチで話し込む。
佐代子
演 - 美津乃あわ
回想。昭和14年3月。カフェ「ローズ」の女給。客の取り合いで鶴子と不仲。
橋本鶴子
演 - 大路恵美
回想。昭和14年3月。朝子の母親。カフェ「ローズ」の女給。
朝子と遊んでくれるお礼にと町子に口紅をくれる。
橋本朝子
演 - 植野瑚子（子役）
回想。昭和14年3月。鶴子の娘。いつも一人でおり、鞠で遊んでいることが多い。人形で町子にキスの仕方を教えた、おませな子。たびたび「人形を貸して欲しい」とせがまれ、町子は朝子を避けるようになる。
同年、4月より和歌山の祖母の許へ引っ越す。のちに「遊んでくれてありがとう」との感謝の手紙が届き、町子はつれなくした自分を反省するのだった。
竹子
演 - 有村茉佐子
回想。昭和14年3月。カフェ「ローズ」の女給。鶴子と佐代子との険悪な仲を取り持つ。
カフェの従業員
演 - 後藤啓太
回想。昭和14年3月。カフェ「ローズ」。
役名なし
演 - 木村みえ子
回想。昭和14年3月。「火事や!誰か!」と叫んで助けを求める。
呉服屋
演 - 旭屋光太郎
回想。ウメの許に出入りする。反物を２・３反買ってもらう。

#### 第5週
勝本
演 - 永滝元太郎
待合室で町子を延々と待つことになった出版社の男。
大工・富田
演 - 泉ひろし
徳永家の物置部屋を町子の仕事場に改築する。町子に「なんで物書きなどしているのか」と素朴な質問を投げかける。
大工・宮田
演 - 安部潮
徳永家の物置部屋を町子の仕事場に改築する。
有田
演 - 藤村俊二
新婚旅行中、徳永医院に急患として訪ねて来る老人。狭心症の気がある。見た目は70代といった具合。
有田優子
演 - 今村恵子
有田老人の妻。見た目は30代。
有田がまだ自分との婚姻届を役所に提出していないことを知り、診察台に寝ている有田に慌てて一筆書かせようとする。
福柳
演 - 藤田功次郞
書店社長。神戸で開催された町子の最新刊「恋の風見鶏」サイン会を主催。
滑川
演 - 白惇
出版社の編集者。サイン会に同席する。
役名なし
演 - 勢力優美
サイン会に訪れた町子の熱心な愛読者。

#### 第6週
近藤ヌイ
演 - 西岡慶子
多忙になった町子のため、徳永家に雇われた高齢の家政婦。永い間、飯場の飯炊きをしていた。金歯が特徴（鯛子曰く「結構高い」）。声が大きく陽気に歌いながら家事や業務をこなす。部屋の整頓や食事の支度は丁寧だが、それ以外は、雑である。
原稿紛失騒動が起き、町子から責められたことに激怒（元は「大切なものは糊で貼り付けておくと良い」と子どもらに言ったことが原因の1つではある）し、お手伝いを辞めてしまう。町子と健次郎が謝罪にヌイの住まいを訪れると、夫とは死別、息子には先立たれ、以降はひとり暮らしであることがわかった。住み込みの仕事が多いため、自宅には必要最低限の物しかない。最終的には町子らと和解するも、「自分に合っている」として吉野の飯場へ戻る。
山内寅彦
演 - 芝本正
徳永医院に腰痛の悪化のために来院。晴子の診察を受ける。健康には気を遣っているらしい。溶接工として勤務。
役名なし
演 - 江口直彌
矢木沢純子の上司。純子とカフェで言い合いをする。
役名なし
演 - 杉野じんべい
町子宅に原稿を取りに来た出版社の男。
晴美
演 - 美晴（第14週回想）
スナック「アムール」のホステス。昭一と親密になる。
篠崎
演 - 鍋島浩（第14週回想）
矢木沢純子の再就職先「サニー電器株式会社」の上司。広報部長。
「親子川柳大会」を主催したが、事前に題材を参加者に漏らし、町子から咎められると開き直り、矢木沢純子から平手打ちをされる。
社員
演 - 田畑利治
「サニー電器株式会社」社員。
社員
演 - 工藤雅彦
「サニー電器株式会社」社員。

#### 第7週
鈴子
演 - 鍵本景子（第14週回想）
昭一を追って来た津軽の女。医院を訪れ、昭一に結婚の約束をされた上、「ジェンコ（銭っこ＝お金）2万円を貸した」と健次郎に訴える。
母親
演 - 楠見薫（第14週回想）
「第7回親子川柳大会」に参加。「サニー電器株式会社」の筆頭株主の娘。
事前にお題を篠崎から聞き、娘にお題を教えている所を町子に目撃される。
川柳によると名前は「中川君子」。
娘
演 - 奥野乃花（子役）（第14週回想）
母親から川柳のお題を教えられて大会に参加。川柳によると名前は「中川多恵子」。
司会
演 - 野田マニア（緑の上着）、松本格子戸（赤い上着）
会社のビルの屋上で開かれた、サニー電器主催「第7回親子川柳大会」の司会。
取材記者
演 - 土方錦ノ助（第11週）
町子への雑誌取材。
カメラマン
演 - 上西雅彦（第11週）
町子への雑誌取材。
役名なし
演 - 原敏一（体育）（第14週回想）、大橋正幸（算数）
徳永の子供達が通う小学校の算数、体育の先生。授業参観で登場。

#### 第8週
記者
演 - 丸子智子
雑誌『アモアモ』の記者。「花岡町子先生の大好き！わが街」を掲載する。
役名なし
演 - 風太郎、松蔵宏明
『アモアモ』の本を見てきた町子のファンでいっぱいの「たこ芳」に入られなかった常連。
演 - 柴田洋子、倉内恵、山野さゆり
雑誌『アモアモ』を見て「たこ芳」に詰めかけた町子のファン。
演 - 大牟田里子、平原夕馨、岡崎あかね、松尾みね
雑誌『アモアモ』を見て「工藤酒店」に詰めかけた町子のファン。
取材に来た男
演 - 田中勲
雑誌「月刊スナック」の記者。スナック「アムール」を取材した際、掲載料10万円を要求する。
河原崎健介
演 - 海部剛史
池内が町子の許に連れてきた俳優。ウルトライダーを演じる。昔から池内とは懇意にしている。隆にウルトライダーショーの招待券を送る。
牛山
演 - 坂俊一
喜八郎が連れてきた酔っ払い。鹿児島に妻がいるが、今は公園で寝泊まりする住所不定の男。
徳永家に泊まった翌日、栄養失調で具合が悪くなり無料で診察される。
喜八郎の葬儀の翌日、かつてのホームレス仲間と、「線香をあげさせて欲しい」と弔問に訪れる（第15週）。
役名なし
演 - 川村広輝（子役）、西村隆弘（子役）
講永社「月刊冒険少年」からウルトライダーの抽選はがきだけ剥がして、読まずに路上のゴミ箱に捨て、町子にこっぴどく叱られる。
耕助
演 - 建蔵
タダで診察してくれて薬が貰えるという口コミで押しかけた男。イシに説教をされ、置き時計を床に叩きつけて壊してしまう（祖父の代からの時計屋だったが、父が亡くなり、自分が潰してしまったための八つ当たりである）。ビラまきとサンドイッチマンの仕事に就くと医院を礼に訪れる。また、「アムール」の広告としてウルトライダーに扮していた。
喜八郎の葬儀の翌日、サッパリした姿で妻を伴って弔問に訪れる（第15週）。
役名なし
演 - 奈木野聖也、三田村陽斗（子役）
隆の友達。ウルトライダーのファン。隆がウルトライダーと知り合いだということを疑う。
役名なし
演 - 伊田まさき、杉迫義昭、勝野賢三、森本邦彦（以上第15週）、吉本壮一、湯治迅人
徳永医院はタダで診察しくれ薬が貰えるという口コミで押しかけた公園で寝泊まりするホームレス。
喜八郎の葬儀の翌日、牛山、耕助らと訪れる（第15週）。

#### 第9週
町子女学生編：昭和18年 町子15歳
野村寛司（カンジ）
演 - 少年時：森田直幸 （成人：平田満）
町子が女学校時代に知り合った人物で、町子とは同じ年齢。「食べることが先」として、中学校を休んで笹村工業で働く。口癖は「ほんまのとこ」。父は病気がちで、年の離れた弟がいる。ジイドの『贋金つくり』、北原白秋を愛読し、町子にはパール・バックの『大地』より新居格訳のレイモントの『農民』を勧める文学少年。観察眼に優れ、日本軍の戦況を冷静に見ている。
信次の「知識がなくなると愛がなくなるんだ」という言葉に触発され、中学校へ戻る。また、キクを通して町子に『白秋詩歌集』を貸し出したことで騒動の原因となる。ほか、ドストエフスキーの『罪と罰』を貸し出した。中学を卒業後は「はちまんじ高校」に進学。
徳一が開いた写真教室に生徒として熱心に通うも、学徒勤労動員が始まると通えなくなる。
第16週にて成長した姿で再登場。編集者・亀山の企画で町子との対談が実現した。少年時代に通った写真教室で写真に感銘を受け、ベトナム戦争を取材する報道カメラマンになっているが、口癖と読書好きは相変わらず。既婚だが妻とは別居中。
由利子にベトナム戦争の体験を語り、写真を貸して「集団の力も大事やけど、結局は一人一人の思いと違うやろうか。揺るがへん自分を作るのが先やと、僕は思うで」とアドバイスする。その後、妻との関係を改善し、ベトナムへ旅立って行った。
笹村キク
演 - 小原早織
町子の女学校の同級生。笹村工業の娘。愛称は「キクちゃん」。母はサナトリウムに入所中。雑誌『少女の友』と中原淳一の表紙絵を愛する。言い間違いが多いうえ、「アイスクリーム食べたい」と口癖のように言っている。カンジに思いを寄せているが、彼の眼中には無かった模様（町子とカンジの仲に嫉妬する場面もあり、ひと騒動あった）。
女学校を卒業後は大阪ミナミの紡績関係の会社に就職する。なお、カンジのことはすっかり忘れていた。
梅原志津江
演 - 黒田純子
町子の女学校の同級生。いつも町子、キクら三人で行動を共にする。町子から「梅原さん」と呼ばれる。特にキクと嗜好が合っている。眼鏡に手をやる癖がある。
女学校卒業後、女子専門学校に進学。父は此花区東島第二尋常小学校の校長だったが、奉安殿の火事で御真影と教育勅語謄本が焼失した責任をとって自殺（第10週）。
その後、母の親戚を頼って長崎へ転居していく。
教師
演 - 金哲義
町子の通う学校。屋外での軍事教練や救護実習などを指導する。
笹村光男
演 - 角田貴裕
笹村工業の経営者。笹村キクの父。自動車部品を作っていたが、戦時中は飛行機の小さい部品を製造していた。
古城（こしろ）あやめ
演 - 愛華みれ
関西少女歌劇団の女優。花岡写真館でブロマイドを撮る。これをきっかけに芝居の写真を常太郎に依頼するが、徳一の重荷になっていく。
常太郎の初七日後、花岡宅を訪れ、劇場が閉鎖になったことを述べ、徳一の写真集が貴重な思い出の記念となった、と礼を言う。
黒沢絹子
演 - 菊池麻衣子
女学校の英語教師。英語クラブの顧問。英語が禁止になったために家政科に異動。戦争観については町子と食い違うところがあったが、『トム・ソーヤの冒険』をプレゼントしてくれた。
父の郷里である福井に疎開が決まり、教師を辞める。
軍服の男
演 - 石﨑正尊
出征前、一人軍服姿で記念写真を撮る。襟章階級は陸軍少尉。身寄りがないので、生きた証として花岡写真館で記念写真を預かって欲しいと依頼する。
松本富雄
演 - 田村ツトム
昌江の婚約者。犬（愛犬・ポパイも含む）やカエルなどを極度に怖がる。

#### 第10週
町子女学生編：昭和19年 - 昭和20年
役名なし
演 - 竹山あけ美、後藤基治、榮末愛、南谷峰洋
女学校の厳しい女先生、町子がお百度を踏んだ神社の神主、空襲で町子とカンジらとビルの地下に避難していた人々。
竹山
演 - 金替康博
「神のこひつじ」幼稚園の牧師。ハハコグサを煮てお浸しにし、壊れたメガネのツルを布で補修し、集会所の木製の椅子を修理し、慎ましやかに暮らしている。キク曰く「寄席の下足のおじさんみたい」。
胸に持病があるために兵役は免除された。
志津江の父の最期を批判したと取られ、町子とは距離ができるが、本人は「死を誉めるのもよくない。貶すのもよくない」と言っている。
信者
演 - 小泉小由理
子ども4人を連れて「神のこひつじ」集会場にやって来る母親。町子、キク、志津江らと讃美歌512番「わが魂のしたいまつる」を明るく歌う。
役名なし
演 - 田端勝利、重光淏喜
徳一が開いた写真教室に参加した少年たち。写真の知識より、おやつのホットケーキが目当て。
兵士の母
演 - 白幡英子
出征する息子と花岡写真館で記念写真を撮る。終始伏し目がち悲しい表情が印象的。
産婆（伊藤のおばあちゃん）
演 - 新海なつ
昭和20年、花岡信夫をとりあげた産婆。かつては町子もとりあげた。
町子が「大丈夫?よろよろしてはるけど」と言うと、徳一は「15年前からあんなんや」と答えていた。

#### 第11週
浦西静子
演 - 足立悠美加
回想・昭和20年6月1日。町子と勤労動員の友達。空襲の被害を聞いて町子に早く自宅に帰るよう促す。
酒屋
演 - 酒井くにお
回想・昭和20年3月13日大阪大空襲の後、町内会長をしている徳一のもとに夜集まり、空襲の恐ろしさを語る。
ガラス屋
演 - 酒井とおる
回想・昭和20年3月13日後、町内会長をしている徳一のもとに夜、集まる。
たまえ
演 - 五十嵐愛生
回想・昭和20年。町子と勤労動員の友達。ドイツの降伏を話題にし、町子の言う「神風」を疑問視する。
兵隊
演 - 村上博紀
回想・昭和20年6月1日。空襲で勤労動員の女子に避難を促す。
大家
演 - 高見国一
回想・昭和20年6月1日の空襲で花岡写真館が灰燼に帰した、その夜から花岡家が借りた長屋の家主。
8月15日玉音放送の後、サツマイモを「お嬢ちゃんに」と持ってくる。
北村良美
演 - 山崎奈々（町子の小学生時代も兼ねる）
孝子の長女。町子の小さいころにそっくりと評判。将来はピアニストになるべく、孝子からピアノを強いられている。
食事は1人で済ませることが多く、流行歌も禁止されている。
大谷三郎
演 - 岸田敏志
町子・孝子の幼なじみ。『楽天乙女』を読んで町子にファンレターを送る。「私は幼いころ北区に住んでおりまして、隣町のとある写真館の"可憐な娘さん"にほのかに恋心を懐いていました」というラブレターのような内容で町子は自分のことだと思い浮かれたが、実は「可憐な娘さん」とは妹の孝子のことであった。

#### 第12週
碇ツネ
演 - 石井トミコ
奄美から訪ねてきたイシの従姉妹（3歳年上）。派手な色柄の服を着ており、お喋り好きでパワフル。健次郎は「健坊」、イシは「イッちゃん」と呼ぶ。
登場時に『楽天乙女』を『楽天娘』と言い間違え、町子と純子を取り違える。
訪問理由は胃の検査の結果を聞くのが怖くて逃げ出したためだった。

#### 第13週
サンタの男
演 - ニール・ブレッドバーク
昭一が徳永の子供らのために頼んだ船乗り。愛称は「ニール」。
昭一と「たこ芳」で飲んだ後、二人そろって路上で酔い潰れてしまったので役目は果たせず。
電気屋
演 - 乃一裕
昭一から依頼され、徳永家にステレオを届ける。昭一が酔っ払って財布の入った上着を紛失して支払ができなくなり、代金の請求は健次郎であった。

#### 第14週
加藤舞子
演 - 岡田茉莉子
大御所女流作家。昭和43年正月2日、松岡、神辺らと徳永家を訪問。
無類の議論好き。場所や相手を選ばないため、文壇では避けられている模様。おまけに無茶振りもする。気が強く、町子が語った理想の男性像は「踏んづけてやりたい」と一蹴する。
町子が歌う『大阪市歌』に感激し、「何が『ワイセツ』か」との議論では健次郎と気が合っていた。
神辺ソノ子
演 - もたいまさこ
加藤舞子の担当編集者（加藤からの通称は「おソノちゃん」）。昭和43年正月2日、加藤に伴って徳永家を訪問。
新年から「永井荷風の作と言われている『四畳半襖の下張』は性的毒性がない分、猥褻じゃないと思う」「新婚旅行は猥褻である」などと持論を述べていた。
松岡哲太
演 - 寺杣昌紀
町子の担当である『しんりん出版』編集者。昭和43年正月2日、加藤舞子に伴って徳永家を訪問。遠慮なく町子に質問し、その都度、加藤から窘められる。
第17週では町子の原稿取りの心労で十円ハゲができている。原稿を待つ間、医院の待合室で藪下めぐみから昼食にインスタントラーメンをご馳走になる。
第18週にも登場。町子の入院を聞いてお見舞いに町子宅に花を持ってくる。その際、ちゃっかり次の連載の話題をしていた。
石川サキ
演 - 河東けい
認知症のお年寄り（日にちの間隔が曖昧）。現在は「やすらぎ園」に入居している。19歳で嫁いで以来、天満北商店街で夫と散髪屋を開いていた。
昭和43年正月1日、名古屋にいる息子家族と有馬温泉の旅行中に旅館からいなくなってしまい、翌日の2日に診察と薬を貰うためとして医院を訪れる。

#### 第15週
主婦
演 - 小林桃子
医院の待合室の三人のうちの一人。町子の新連載エッセイ『カモカのおっちゃん かく語りき』を読み、健次郎が現れたときに「ほんまもんや」と笑い出す。
楽団の男
演 - 伊藤えん魔
「さすらいの男」こと昭一が、喜八郎とイシの金婚式のパーティーに呼んだ弦楽四重奏楽団のリーダー。無駄にいい声である。
徳永家のゴタゴタでパーティーは催されず、演奏することなく立ち去り、「たこ芳」でりんとウィーンの話で盛り上がった。
数日後の仕切り直しの金婚式にも呼ばれ、「たこ芳」で待機していたが、町子はすっかり忘れてしまい、4人とも「たこ芳」で酔い潰れてしまう。
患者
演 - 杉山陽子
町子の雑誌連載『カモカのおっちゃん かく語りき』のファン。体調が悪くはないが、健次郎に診察してもらうためにわざわざ来院。

#### 第16週
昭和45年・春
蔵本千春
演 - 林明日香
ベトナム戦争反戦歌を歌う高校生。京都で暮らす兄が1人いる。由利子の友人で、中学までは同じ学校だった。高校は別々で、音楽で頑張っていくと歌手を目指して高校を辞める。
演じる林は本作が女優デビュー作（劇中で「We Shall Overcome」や劇中歌「大切なもの」をアコースティックギターで弾き語りをしている）。
菅原和人
演 - 大塚まさじ
フォークソング集会を開く教会の牧師。詩人。
教会で一人「私は才能ないみたい」と悩む由利子に「由利子ちゃん。人間、無理や背伸びはあかんで。一番あかん」と声をかける。
内海ススム
演 - 達山智宏
千春の知人。教会で行われるフォークソング集会で由利子と知り合う。
由利子は少し気があったようだが、 「優等生の由利子ちゃん」とからかわれ、「禁じられた恋が好きだ」と答えると「なんか可愛らしいな」と揶揄されていた。
鶴田
演 - 黒神龍人（擬斗を兼ねる）
小説『あかつき』の編集者（花岡番になって5年目）。病院の待合室で亀山と並んで町子の原稿が仕上がるのを待つ。
亀山の質問には「いい方ですよ。でもたった一つ。（書く仕草をしながら）遅い、と言うことだけを除けばね」と答える。
亀山
演 - 田中綾子
「週刊陽春」の編集者。待合室で鶴田と原稿を待つ。その日が町子担当が初めてで「花岡先生ってどんな感じの方ですか?」と不安を抱える。
報道カメラマンになった野村寛司と町子の対談を企画し、再会の場となった。
第18週にも登場。町子の入院を聞いてお見舞いに町子宅に花を持参し、次の連載の話題を出すも純子から窘められていた。
役名なし
演 - 荒木道成、矢野良平、小山典子
教会で催されるフォークソング集会に集まる。
蔵本安男
演 - 浪花勇二
千春の父。夜、千春を徳永宅に迎えに来る。千春の活動に理解がなく「ふきだまり」と表現し、頭ごなしに叱りつける。土日もなく働き、夫婦仲は良くないよう。妻の悪口を平然と言う。
警官
演 - 松のりひこ
夜遅くに1人で歩いている千春を保護し、家に電話しても誰も出ないために千春を徳永医院へ連れて来る。

#### 第17週
二ノ宮留夫
演 - マギー
町子への弟子入り志望者。実家は骨董屋。以前、同人誌『すずかけ』で町子を知ったというが、町子は全く覚えていなかった。健次郎のことは「カモシカのおっさん」と呼び、断られても押しかけて家事や雑用などをこなす。子どもが１人いるらしい。中華料理屋でのアルバイトの経験がある。
町子からは「作品が小説として体をなしていない」と言われ、小説に対する態度の甘さも指摘される。さらに、かなえを顧みない態度を健次郎からも叱責され、弟子入りをきっぱり断られる。
二ノ宮かなえ
演 - 衣通真由美
二ノ宮留夫の妻。公務員として生活を支え、夫の小説家になりたいという希望を叶えたいと思って働きづめている。また、町子の依頼で不注意で一真の観音像と同じものを用意する。
「あの人の才能を開花させることができたら、それは、私の才能の開花でもあるんです。あの人、才能ありますよね」と述べていたが、町子の答えを聞いて落胆。そして、働き過ぎたためか、医院の前で以前から患っていた胃けいれんの発作を起こして担ぎ込まれる。
鈴木
演 - 稲森誠
町子担当の編集者。町子の原稿取りの心労で十円ハゲができた松岡について「まだまだやな。僕は以前、木村先生の担当でハゲが三個と胃潰瘍になりました」と言う。
丸谷
演 - 東康平
『毎朝新聞』の記者。町子に新聞の連載小説を依頼。
桑山九州男
演 - 大竹修造
神田みすずのボーイフレンド。実は家庭がある身。みすずと食の好みが合うらしく、好物はすき焼き。趣味は骨董屋巡り。

#### 第18週
昭和45年10月
南野福子
演 - 天童よしみ
漫才師。通称は「ミス福子」。子持ち。2年でコンビ別れを3回経験。20年間「忍法 ごちそうさま」が唯一の持ちギャグである。漫才を辞めようとしていたが、小柳にスナック「波止場」で説得された際、町子に見間違われる。タダ酒で歌を披露したうえ、町子の名でサインまでしたことでちょっとした騒ぎになる。歌はとてもうまい。
正体発覚後、マスターらに謝罪して飲食代を返金。そして、娘・麗子と親子漫才師として再出発をする。
小柳
演 - 鈴木ヤスシ
漫才師・南野福子のマネージャー兼所属事務所の社長。漫才を辞めたがっている福子をスナック「波止場」で説得。
福子が町子に間違えられてからは秘書ということにされる。
マスター
演 - 入川保則
天満北商店街の隣町、おおぎ町にあるスナック「波止場」のマスター。南野福子を町子と間違える。
堀之内
演 - ぼんちおさむ
スナック「波止場」の客。南野福子を花岡町子と間違え、ご馳走し、サインをもらう。
坂本
演 - 国木田かっぱ
スナック「波止場」の客。堀之内の連れ。堀之内と一緒に福子をご馳走し、サインをもらう。
流しの男
演 - 北川肇
「たこ芳」で、町子が歌う「恋の季節」にギターの伴奏を弾く。
スナックの客
演 - 田中詢子
スナック「波止場」のマスター相手にカウンターで一人飲む。
役名なし
演 - 竹中里美
スナック「波止場」のホステス。最初に南野福子を町子と間違える。
片桐
演 - 山田スミ子
町子が入院した浪速大学附属病院の内科婦長。規則にたいへん厳しく、言い訳や嘘は通用しない。この道30年のベテラン。町子や大浦医師曰く「怖い」が、心根は患者想い。
澄子が入院した際の担当でもあった。
大浦
演 - 南条好輝
浪速大学附属病院の内科医。町子を担当する。
南野きぬ子
演 - 鳴尾よね子
南野福子の母親。健次郎の患者。南町在住。
麗子と医院を訪れる。心臓が大分弱っていて、健次郎から検査を勧められるが、保険料滞納で保険証はない。
南野麗子
演 - 大西土筆子（子役）
南野福子の娘。きぬ子の付き添いで来院する。福子と親子漫才コンビを組むことになる。
看護師
演 - 植栗留美
入院している町子の検温時、病室でこっそり書き上げた原稿の投函を頼まれる。

#### 第19週
笑楽亭米三郎
演 - 曽我廼家玉太呂
健次郎の医学生時代の知り合い。本名は「日高達夫」。17歳で米春の弟子となる。そそっかしい面があり、たびたび米春から窘められる。
笑楽亭米春
演 - 小島秀哉
米三郎の師匠。本名は「溝口健太郎」。最近は胃痛があり、顔がむくみ、声が出づらくなっているという。妻は3年前に亡くなり、娘が1人いるが疎遠である。
健次郎の診察の結果、胃がんが判明。気遣った健次郎は胃潰瘍と告げたが、後日、本当の病名を教えてほしいと1人で来院。
畑山（はたけやま）耕三
演 - 平泉成
月刊『上方文化』社長。娘が2人おり、長女は結婚を控えている。元は『新明出版』に勤めていた。町子とは新人時代からの付き合いである。厳しくも的確な助言を与え、人柄も悪くない。現在も『文学散歩』を寄稿している間柄だが、原稿料の支払いが滞っていた。懸命に金策に走るも、最終的に廃刊を決める。
物語の2年前、編集委員だった妻を亡くしている。

#### 第20週
吉永東子
演 - 高田聖子
着物デザイナー。神田みすずとは友人関係。仕事のために東京から京都へ移り住んだ。証券会社への勤務経験がある。普段は革ジャンを着ており、移動手段はオートバイ。最近はバレエを習っているらしく、好奇心と探究心を持ち合わせる。
進路に悩む由利子に「迷ったら面白いほうを選ぶように」と助言する。
エディー・スペンサー
演 - チャド・マレーン
ハリウッド映画の大スター（工藤タエが大ファンである）。実は4歳で生き別れになったりんの息子。関西弁を話せるが、普段は日本語を話せないフリをしている。
ピーナッツアレルギーである。

#### 第21週
田村駒蔵
演 - 石橋蓮司
ツチノコ研究家。一人称は「小生」。研究を始めて15年だという。町子の大ファンでもある。元は電機メーカーに勤務しており、娘もいる。息子は会社を経営しているがうまくいっていない。
中川利男
演 - 阿南健治
ツチノコの目撃者。白垣村在住。
第23週にも登場。徳永家との交流が続いており、特に清志と親しくしている。
中川伸江
演 - 林英世
利男の妻。ツチノコの目撃者。
大村
演 - 西野大作
白垣村の役場職員。村の青年団も務める。
高橋修
演 - 森永悠希
亜紀が好意を寄せるクラスメイト。実家は牛乳屋。亜紀の眼鏡を気にすることなく接する優しい子。
田村一郎
演 - 樋口浩二
田村駒蔵の息子。5年前より宝石加工の会社を経営しているも、資金繰りに困っている。駒蔵が語るに「経営に向いていない」。

#### 第22週
矢木沢久米夫
演 - 米倉斉加年
矢木沢純子の父。第19週時点では純子の台詞にのみ登場。81歳。戦中は軍部におり、戦後は造船会社で働いていた。典型的な九州男児で、家政婦にも厳しく接しているらしい。「目が悪くなっている」との理由から純子が会いに行く。
第22週にて本編に登場。上阪した際に心筋梗塞で倒れ、純子との同居を決める。
第23週で故人。十三回忌を控えている。
新庄尚之
演 - 山中達矢
鉄骨が落ちたために来院。鯛子に一目惚れしたようで交際に発展。鯛子が語るに「私より料理がおいしい」。
北野吾郎
演 - RIKIYA
編集者。出張中の松岡の代理。映画好きな点で純子と気が合う。学生時代はボクシングに打ち込んでいた。「強がっている女性が好き」らしく、一時は純子に思いを寄せていた。
第25週に再登場。2年前から交際していた同業者との結婚が決まっている。
井村秀樹
演 - 髙川裕也
有名人のスキャンダル専門誌『週刊ウォッチャー』記者。町子の周辺を嗅ぎ回り、アポなしで押しかける。
以前は経済雑誌の記者をしており、強引なやり方をしたために解雇。実は閉め出されたきっかけが純子であった。
池田
演 - 楠年明
心筋梗塞を起こした久米夫の担当医。

#### 第23週
引っ越し業者
演 - 浮世亭いちぢ
徳永家へ引っ越してきた和代の引っ越しを請け負う。
「たこ芳」の板前
演 - 松岡龍平（第24週 - ）
川口
演 - 押元奈緒子
編集者。長編『戦の果てに』を担当。

#### 第24週
毛利
演 - 嶋田久作
脳出血で入院した健次郎の主治医。健次郎を「強運」だと称える。
羽田
演 - 湖条千秋
健次郎が脳出血で入院した病院の婦長。

#### 第25週
広明
演 - 小西博之
平真佐美の兄を名乗る。
鮫島
演 - 三浦誠己
徳永家に迷い込んだ文鳥の飼い主。見た目はパンクだが文鳥が死んだと聞いて悲しんだ。

#### 最終週
加藤幸男
演 - 串田和美
肺がんで入院した健次郎の主治医。
看護婦
演 - 八田麻住
肺がんで入院した健次郎担当の看護婦。
キミコ
演 - 秋葉真美子
健次郎死去後の徳永家のお手伝いさん。
近所の婦人（最終回に登場）
演 - 田辺聖子、安宅みどり（田辺の秘書、矢木沢純子のモデル）
エキストラ
協力 - キャストプラン、NAC、劇団東俳、日本芸能センター、グレース、舞夢プロ、劇団ひまわり、達人倶楽部、ビックワンウエスト、関西奄美会、オフィスDPT、アンプロモーション、放映新社

## スタッフ
- 原案・題字 - 田辺聖子[2]
- 脚本 - 長川千佳子[2]
- 音楽 - 栗山和樹[2]
- 主題歌 - 「ひとりよりふたり」
  - 作詞・作曲・歌 - Fayray（R and C）、編曲 - Fayray、Dougie Bowne
- 挿入歌 - 「心のままに」
  - 作詞・歌 - 林明日香（BBMC）、作曲 - カワイ進、編曲 - 河越重義
- 劇中歌（第16週・第89回） - 「大切なもの」
  - 作詞・歌 - 林明日香（BBMC）、作曲 - 青木大全、編曲 - 河越重義
- 語り - 住田功一アナウンサー
- 副音声解説 - 江原正士
- 企画協力 - 尾中美紀子
- 時代考証 - 橋爪紳也
- イラスト - 山藤章二
- 大阪ことば指導 - 松寺千恵美
- 奄美ことば指導 - 亀山忍
- 津軽ことば指導 - 工藤恭三
- 高知ことば指導 - 安岡真智子
- 福岡ことば指導 - 落合智子
- 料理指導 - 土井信子、久保美保子
- 料理考証 - 土井信子、中原蒼二
- 奄美料理指導 - 関西奄美会、石田浜代
- 医事指導 - 大阪府内科医会
- 写真指導 - 谷川喜一
- 奄美民謡指導 - 関西奄美民謡芸能保存会
- ダンス指導・バレエ指導 - 克美仁
- フォークダンス指導 - 前田和弘
- 擬斗 - 黒神龍人
- タイトル映像 - 吉良敬三
- 資料提供 - 大阪市立住まいのミュージアム、日活、田中栄太郎、市川純一郞、上田哲也、大阪府医師協同組合
- 撮影協力 - 大阪市天王寺公園、中央電気倶楽部、兵庫県公館、和歌山県（田辺市本宮町、新宮市熊野川町、橋本市）、滋賀県日野町、奈良県川西町、京都府（京都市、亀岡市）、奈良県
- 制作統括 - 一井久司
- 美術 - 藤井俊樹、山田崇臣、深尾髙行、小澤直行
- 技術 - 坂本忠雄、松本剛
- 音響効果 - 最上淳、吉田直矢、巽浩悦、滝澤俊和
- 編集 - 城所夏子
- 撮影 - 細野和彦、富樫吉男、岡本哲二
- 照明 - 岡元昌弘、松本豊
- 映像技術 - 神戸大樹、飯塚健、藤野和也
- CG制作 - 松永孝治
- 音声 - 藤善雄、若島勲、直井雅哉、井上裕一、榎本岳志
- 記録 - 松田亜子
- 制作 - 鹿島由晴
- 演出 - 野田雄介、伊勢田雅也、佐藤譲、真鍋斎、吉國勲、菓子浩、櫻井賢
- 制作・著作 - NHK大阪放送局

## 放送日程
- 2007年、衛星第2テレビで19時30分 - 19時45分に再放送された。
- 2022年3月28日から9月17日まで[22]、BSプレミアムとNHK BS4Kで再放送（月曜 - 土曜 7時15分 - 7時30分および日曜9時30分 - 11時）[23]。

| 週     | 回数      | 放送日              | サブタイトル        | 演出       |
| 2006年 | 2006年    | 2006年              | 2006年              | 2006年     |
| ------ | --------- | ------------------- | ------------------- | ---------- |
| 1      | 1 - 6     | 10月2日 - 10月7日   | ふたり              | 野田雄介   |
| 2      | 7 - 12    | 10月9日 - 10月14日  | お祝い!?            | 野田雄介   |
| 3      | 13 - 18   | 10月16日 - 10月21日 | かぜひき            | 伊勢田雅也 |
| 4      | 19 - 24   | 10月23日 - 10月28日 | しゃべる、しゃべる  | 野田雄介   |
| 5      | 25 - 30   | 10月30日 - 11月4日  | すれちがい          | 真鍋斎     |
| 6      | 31 - 36   | 11月6日 - 11月11日  | 思いやる心          | 佐藤譲     |
| 7      | 37 - 42   | 11月13日 - 11月18日 | おくりもの!?        | 佐藤譲     |
| 8      | 43 - 48   | 11月20日 - 11月27日 | おおきに            | 伊勢田雅也 |
| 9      | 49 - 54   | 11月27日 - 12月2日  | 最後の一人まで      | 真鍋斎     |
| 10     | 55 - 60   | 12月4日 - 12月9日   | いのり              | 佐藤譲     |
| 11     | 61 - 66   | 12月11日 - 12月16日 | おとうちゃん        | 野田雄介   |
| 12     | 67 - 72   | 12月18日 - 12月23日 | おかあちゃん        | 櫻井賢     |
| 13     | 73 - 76   | 12月25日 - 12月28日 | 年越し しんしんと…… | 野田雄介   |
| 2007年 |           |                     |                     |            |
| 14     | 77 - 79   | 1月4日 - 1月6日     | 年明け ほんわかと…… | 野田雄介   |
| 15     | 80 - 85   | 1月8日 - 1月13日    | 奄美想いて          | 吉國勲     |
| 16     | 86 - 91   | 1月15日 - 1月20日   | 禁じられても……      | 櫻井賢     |
| 17     | 92 - 97   | 1月22日 - 1月27日   | しもたっ!           | 真鍋斎     |
| 18     | 98 - 103  | 1月29日 - 2月3日    | いつか光が……        | 菓子浩     |
| 19     | 104 - 109 | 2月5日 - 2月10日    | カーテンコール      | 伊勢田雅也 |
| 20     | 110 - 115 | 2月12日 - 2月17日   | ここに花咲く        | 櫻井賢     |
| 21     | 116 - 121 | 2月19日 - 2月24日   | 子離れ、親離れ      | 真鍋斎     |
| 22     | 122 - 127 | 2月26日 - 3月3日    | 春のあらし          | 伊勢田雅也 |
| 23     | 128 - 133 | 3月5日 - 3月10日    | 山があるから……      | 伊勢田雅也 |
| 24     | 134 - 139 | 3月12日 - 3月17日   | 出会い              | 櫻井賢     |
| 25     | 140 - 145 | 3月19日 - 3月24日   | お兄ちゃん          | 真鍋斎     |
| 26     | 146 - 151 | 3月26日 - 3月31日   | ほな、また!         | 真鍋斎     |

## 劇中本
- 花岡町子 著
  - 花草子 - 篤田川賞受賞作（田辺の芥川賞受賞作は「感傷旅行」）
  - ふったりてったり - 初長編
  - おっとどっこい
  - 恋の風見鶏 - 神戸を舞台にした恋愛小説（元ネタは『愛の風見鶏』）
  - 楽天乙女 - 花岡家の戦中・戦後を描いた自伝（元ネタは『楽天少女通ります』）
  - 私の大阪万華鏡 - エッセイ（元ネタは『私の大阪八景』）
  - カモカのおっちゃん かく語りき - エッセイ。町子と健次郎の出会いから始まる二人の身のまわりで起こった抱腹絶倒のエピソード集。題名およびテーマは昭一の発案（元ネタは随筆のカモカ・シリーズ）
  - よっこらしょ - ツチノコ研究家とその家族の物語。田村駒蔵がモデル（元ネタは『すべってころんで』）
  - 女ふたりつれづれ日記 - 矢木沢純子とのことを書いたエッセイ
  - 戦の果てに - 戦中の少年時代から現代までを描いた小説
- 女学生時代の習作
  - 最後ノ一人マデ - 祖国愛に燃えた南洋のアンガマダ人（架空）が横暴非道なカメリア人軍から我が身を以て祖国をまもる話。わずかな兵力と武器を以て大国に立ち向かっていくストーリー（田辺の小説『欲しがりません勝つまでは』に女子専門学生時代に書いた軍国主義的小説として言及されている[24]）
- 藤木澄子 著
  - 赤い鼻緒のじょじょ - 澄子の遺作
- 池内幸三 著
  - 木偶の詩 - 並木賞受賞後の第一作
- 雑誌
  - アモアモ - 「わが町」のコーナーで町子が天満北商店街を紹介する
  - 上方文化
  - 週刊ウォッチャー - 『日本報道出版』が発行、「あなたが知りたいショックな真実！」とサブタイトルをつけ、有名人のゴシップなど真偽不詳な内容も掲載する実話誌。「有名人の素顔暴露シリーズ」というシリーズものの記事のため、同誌の記者が徳永家周辺に張り込み、矢木沢や徳永一家に執拗に付き纏い、「流行作家 花岡町子の利己的傲慢 先輩作家との確執」と題した根も葉もない記事を掲載する。

## ロケ地
- 日野町立鎌掛小学校（2001年に廃校）
- 京都市立西陣小学校（1997年に廃校）
- 橋本市立高野口小学校
- 六県神社（奈良県川西町保田）
- 中央電気倶楽部（大阪市北区）
- 奈良県庁屋上

## 特別編
- 2006年10月9日の本編後（8時35分 - 9時20分、総合）に「芋たこなんきんスペシャル」（副音声解説なし。ステレオ放送のみ）が放送された。同番組の見どころをまとめ、また収録メイキングなどを交えたものである。
- 2007年1月3日に「お年玉スペシャル」（8時15分 - 8時44分、総合）と題された特番が放送された。案内役は晴れ着姿の田畑智子と小西美帆で、収録現場や編集スタジオなどをレポートし、前半の総集編と後半の見どころをまとめて取り上げた。
- 2007年4月30日 - 5月3日に「総集編」（18時 - 18時45分、BS2）が放送された。
  - 第1章「スランプとカモカ」4月30日：町子と健次郎の出会いから結婚を決意するまで
  - 第2章「町子てんやわんや」5月1日：矢木沢との出会い、昭一が徳永家を訪れるまで
  - 第3章「奄美想いて」5月2日：喜八郎とイシのエピソード、健次郎が医者になった理由
  - 最終章「夫婦の絆（きずな）」5月3日：子供たちの独立後、晴子の結婚、健次郎の入退院など
- 2007年5月20日に「思い出スペシャル」（14時 - 15時49分、総合）と題された特番が放送された。もう一度見たい名場面を田辺聖子のお話を交えて構成。さらに、ドラマの舞台である大阪を小西美帆が、健次郎の出身地である奄美大島を岩本多代と土井洋輝が旅をした。

## 2022年再放送の反響
2022年、BSプレミアムで再放送されると、SNS上で話題となり、関連ワードがトレンド入りするなど異例の盛り上がりを見せた。再放送終了後も「芋たこロス」で録画を見直すなど人気は続いた。さらに有志によるイベント「芋たこなんきん感謝祭」が企画され、10月15日に開催された。イベントにはプロデューサーの尾中美紀子と脚本家の長川千佳子も自腹で出席し、ファンと交流した。語りを担当したNHKアナウンサーの住田功一からの手紙も寄せられた。田辺聖子の姪で出版社勤務の田辺美奈もサプライズで登壇した。

## 関連商品
- 田辺聖子『楽天少女通ります―私の履歴書』（ハルキ文庫、2001年）
- 丸山智子（ノベライズ）『芋たこなんきん NHK連続テレビ小説』上・下（講談社、2006年）